# غودفري سابولا
غودفري سابولا (بالإنجليزية: Godfrey Sapula)‏ (17 نوفمبر 1973 بسويتو في جنوب أفريقيا - ) هو لاعب كرة قدم جنوب أفريقي في مركز الوسط. شارك مع منتخب جنوب أفريقيا لكرة القدم. أما مع النوادي، فقد لعب مع أنقرة غوجو وأورلاندو بيراتس وكولو-كولو وماميلودي صن داونز ونادي جومو كوزموز وبلاتينيوم ستارز ‏.

## مسيرته الكروية
لعب غودفري سابولا خلال مسيرته الاحترافية مع 6 أندية في ثمانية عشر موسمًا وسجل خلالها 33 هدفًا ضمن 335 مباراة. حيث فاز في موسم واحد بالكأس وفي أربعة مواسم بالدوري.
خاض غودفري سابولا مسيرته مع نادي جومو كوزموز في موسم 1993 في المرة الأولى ليلعب معه خمسة مواسم ثم في موسم 1998–99 لمدة موسم واحد، مشاركًا طوالها في 140 مباراة سجل خلالها 7 أهداف. ثم انتقل إلى نادي كولو-كولو ما بين عامي 1998 و1999 لمدة موسم واحد، حيث لم يشارك في أي مباراة ولم يسجل أي هدف. لينتقل بعدها إلى نادي أنقرة غوجو في موسم 1999–00 لمدة موسم واحد، مشاركًا في مباراتين ولم يسجل أي هدف أيضًا. ثم انتقل إلى نادي أورلاندو بيراتس في موسم 2000–01 ولمدة موسمين، مشاركًا في 48 مباراة سجل خلالها هدفين. هذا وانتقل لاحقًا إلى نادي ماميلودي صن داونز في موسم 2002–03 ليلعب معه ستة مواسم، مشاركًا في 124 مباراة سجل خلالها 21 هدفًا. ثم انتقل بعدها إلى بلاتينيوم ستارز ‏ في موسم 2008–09 ولمدة موسمين، مشاركًا في 21 مباراة سجل خلالها 3 أهداف.

## وصلات خارجية
- غودفري سابولا على موقع اتحاد تركيا (لاعب) (الإنجليزية)
- غودفري سابولا على موقع قاعدة بيانات كرة القدم.إي يو (الإنجليزية)
- غودفري سابولا على موقع ناشيونال فوتبول تيمز (الإنجليزية)